# 望溪公园
望溪公园位于本溪一座大型综合性公园，占地面积四十二公顷。

## 简介
望溪公园位于本溪市平山区一座大型公园（又称“花园儿山”），它形如马鞍，海拔二百四十公尺，占地面积四十二公顷。

## 周边
其周边包括本溪市府广场、本溪火车站、本钢总医院、站前、永丰、立交桥、儿童乐园等

## 交通路线
- 本溪市区公交站点可乘坐16、19、25路公交车下车即是